# علي أعراس
علي أعراس هو مواطن مغربي-بلجيكي سُجن في المغرب بتهمة الإرهاب.

## قصة اعتقاله
كان علي أول من اعتُقل في إسبانيا في أواخر عام 2008 بتهمة تهريب الأسلحة ولكن تمت تبرئته من هذه التهم. ومع ذلك قامت إسبانيا بتسليمه إلى المغرب في كانون الأول/ديسمبر من العام 2010. ووفقا لمجموعة من التقارير، فبالإضافة إلى المحاكمة غير العادلة التي مر منها أعراس، فقد تعرض أيضا إلى التعذيب والمعاملة المهينة في حين سجن في المغرب.

## محاكمته
في نوفمبر 2011، حكم عبد القادر شنتوف قاضي مكافحة الإرهاب في المغرب على أعراس بالسجن مدة 12 سنة على أساس اعترافات انتُزعت منه تحت طائلة التعذيب.

## وصلات خارجية
- حملة دعم علي أعراس